# Metallichroma miegei
Metallichroma miegei là một loài bọ cánh cứng trong họ Cerambycidae.